# James (Ontario)
James es un municipio canadiense situado en la provincia de Ontario.

## Superficie
James tiene una superficie de 85,4 km².

## Demografía
En 2021, tenía 348 habitantes, una densidad poblacional de 4,1 hab./km², y 224 viviendas.